# Mar Arza
Mar Arza (Castelló de la Plana, 1976) és una artista valenciana que viu i treballa a Barcelona. Aquesta artista treballa sobretot a partir d'instal·lacions, modificacions objectuals i escultures.

## Formació
Després d'haver estudiat Belles Arts a la Universitat de València, a la Carnegie Mellon School of Art de Pittsburgh i Winchester School of Art, viu i treballa a Barcelona, i és representada per la Galeria Cànem (Castelló). També ha exposat a la Galeria Rosenfeld Porcini de Londres, Galerie Meessen De Clercq de Brussel·les, Galeria Sicart, Galeria RocioSantaCruz, Galeria Estampa, Galeria Horrach-Moyà, a la Col·lecció La Relació, Centre d'Art Santa Mònica, La Virreina Centre de la Imatge o al Cincinnati Contemporary Arts Center.

## Trajectòria
A les seves peces i instal·lacions Mar Arza treballa el motiu del blanc com una exploració del sentit, forjant imatges com les entre línies de marqueteria, els incisos i talls del llenguatge en el paper: Desiertos cicatriz (2008), Femme gaine (2012) o Femme Couteau (2011). Des de les seves primeres obres escultòriques s'ha interessat per treballar la paraula i el text, en la seva materialitat. A l'inici de la seva trajectòria intervenia molt sovint en els llibres. Recentment, també retalla i empelta paraules en llibretes d'estalvis, factures de la llum, volants mèdics, fulls de calendaris, dècims de loteria, entre d'altres, mostrant la capacitat de la poesia per obrir camp de treball a la mirada creadora, allà on es posa.
El 2022 exposa a l'IVAM, en un projecte on les seues escultures dialoguen amb les de Juli González. El 2024 inaugura una exposició antològica a La Virreina Centre de la Imatge. El 2024, el Museu Nacional d'Art de Catalunya adquirí per primer cop una obra seva, passant a formar part del fons permanent. Durant el 2025, el museu incorpora la intervenció Strappo, de l'artista en un espai anomenat Dones per dones, en diàleg amb altres intervencions de Eulàlia Valldosera i Nora Ancarola.